# Good Luck (EP)
Pour les articles homonymes, voir Good Luck.
Albums de Beast
Hard to Love, How to Love
(2013) Time
(2014)
Singles
1. No More
Sortie : 9 juin 2014
2. Good Luck
Sortie : 16 juin 2014

Good Luck est le sixième mini-album du boys band sud-coréen Beast. Il est sorti le 16 juin 2014 sous Cube Entertainment.

## Liste des pistes
| 1.    | We Up                                                                    | Kim Tae-joo, Yong Jun-hyung         | Kim Tae-joo, Yong Jun-hyung | 3:17 |
| 2.    | Good Luck                                                                | Kim Tae-joo, Yong Jun-hyung         | Kim Tae-joo, Yong Jun-hyung | 3:23 |
| 3.    | Dance With U                                                             | Kim Tae-joo, Yong Jun-hyung         | Kim Tae-joo, Yong Jun-hyung | 3:16 |
| 4.    | No More (이젠 아니야; Ijen Aniya)                                        | Kim Tae-joo, Yong Jun-hyung         | Kim Tae-joo, Yong Jun-hyung | 4:00 |
| 5.    | History                                                                  | Yong Jun-hyung, Lee Gi-kwang, Noday | Lee Gi-kwang, Noday         | 3:40 |
| 6.    | Tonight, I'll Be At Your Side (이 밤 너의 곁으로; I Bam Neoui Gyeoteuro) | Jeon Hae Seong                      | Jeon Hae Seong              | 4:08 |
| 7.    | Sad Movie (Cersion coréenne)                                             | Kim Tae-joo, Yong Jun-hyung         | Kim Tae-joo, Yong Jun-hyung | 3:18 |
| 25:04 |                                                                          |                                     |                             |      |

## Classement

### Albums chart
| Classement                | Meilleure position | Ventes                 |
| ------------------------- | ------------------ | ---------------------- |
| Gaon Weekly album chart   | 1                  | - COR: Plus de 134 449 |
| Gaon Monthly albums chart | 2                  | - COR: Plus de 134 449 |